# Naturschutzgebiet Auf dem Roten Schlote
Das Naturschutzgebiet Auf dem Roten Schlote mit einer Größe von 5,4 ha liegt in der Gemeinde Herscheid südlich der Siedlung Niedermeste. Das Naturschutzgebiet (NSG) wurde 1949 erstmals ausgewiesen und 1998 vom Märkischen Kreis mit dem Landschaftsplan Nr. 5 Herscheid erneut ausgewiesen.

## Gebietsbeschreibung
Beim NSG handelt es sich um einen Biotopkomplex aus Bruchwald, baumfreiem Moor und Wacholder-Bergheide.

## Schutzzweck
Laut Naturschutzgebiets-Ausweisung wurde das Gebiet zum Naturschutzgebiet ausgewiesen zur Erhaltung, Entwicklung und Wiederherstellung eines Biotopkomplexes aus Bruchwald, baumfreien Moor und Wacholder-Bergheide mit einer speziell angepassten Flora und Fauna. Wie bei allen Naturschutzgebieten in Deutschland wurde in der Schutzausweisung darauf hingewiesen, dass das Gebiet „wegen der Seltenheit, besonderen Eigenart und Schönheit des Gebietes“ zum Naturschutzgebiet wurde.